# Малі Лепеси
Малі Лепеси (біл. Малыя Лепясы) — село в Білорусі, у Кобринському районі Берестейської області. Орган місцевого самоврядування — Буховицька сільська рада.

## Історія
У 1921 році село входило до складу гміни Стригове Кобринського повіту Поліського воєводства Польської Республіки.

## Населення
Станом на 10 вересня 1921 року в селі налічувалося 12 будинків та 74 мешканці, з них:
- 34 чоловіки та 40 жінок;
- 74 православні;
- 40 українців (русинів), 30 поляків та 4 білоруси.

За переписом населення Білорусі 2009 року чисельність населення села становило 17 осіб.